# Marotinu de Sus, Dolj
Marotinu de Sus este un sat în comuna Celaru din județul Dolj, Oltenia, România. Acesta a devenit cunoscut pe glob în urma cazul deshumării mormântului lui Toma Petre,despre care vecinii credeau că este un vampir.

 Acest articol despre o localitate din județul Dolj este deocamdată un ciot. Puteți ajuta Wikipedia prin completarea lui.